# Castillo de Skottorp

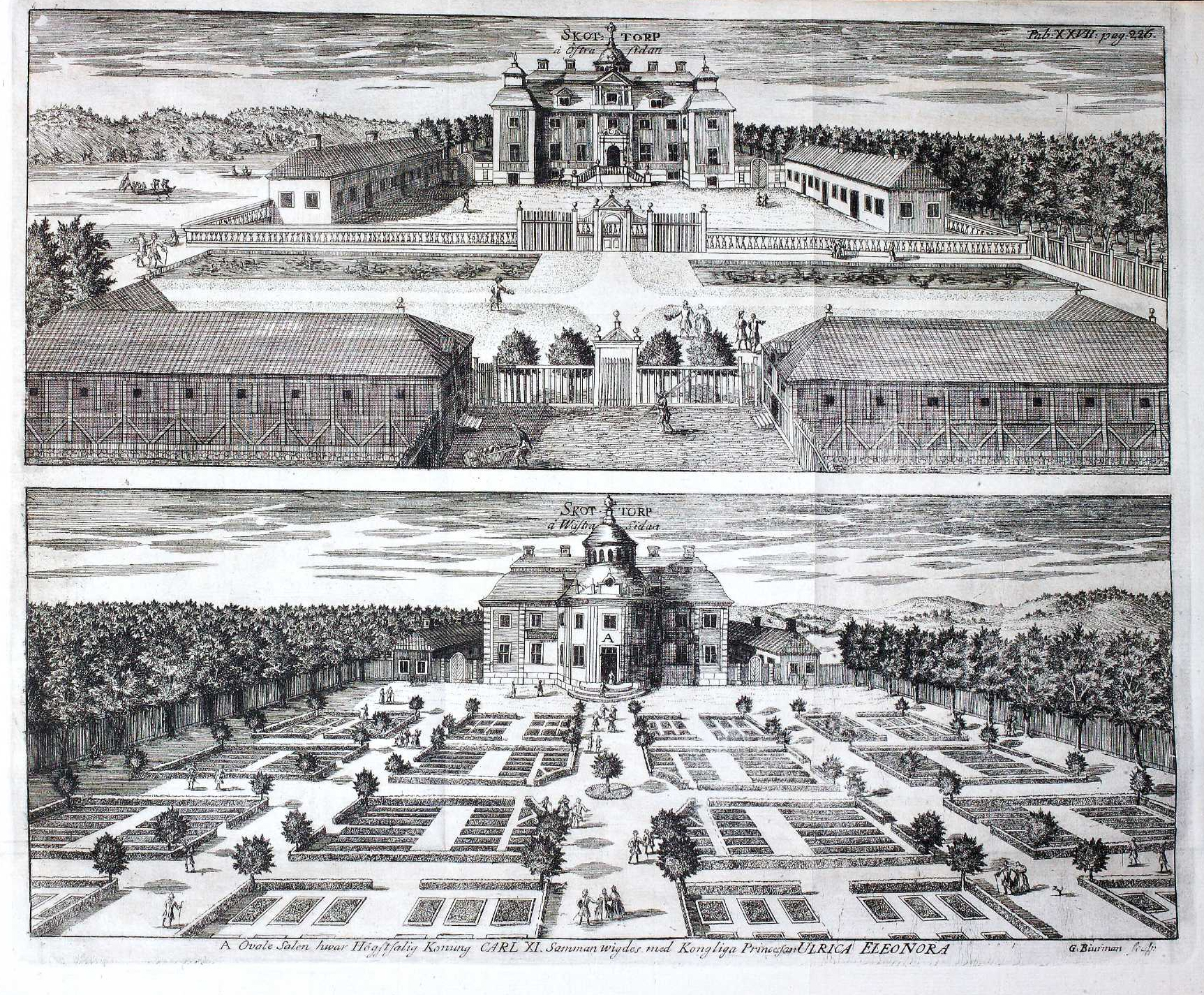
Castillo de Skottorps De: Hallandia antiqua et hodierna 1753

El castillo de Skottorp (en sueco: Skottorps slott) es un castillo en la parroquia de Skummeslöv, municipio de Laholm en la provincia de Halland, al sur de Suecia.
El edificio principal consta de dos plantas y está rodeado por ambos lados por edificios de alas independientes. Frente al castillo hay un parque inglés con gran variedad de árboles y arbustos más o menos raros. Skottorp no está lejos de Hallandsåsen, junto al lago Stensån. Es un edificio monumento desde el 28 de noviembre de 1986.

## Historia
Veka, que fue la granja principal original, se menciona ya a principios del siglo XIV. Después de 1505 Axel Nielsen Baden se registró como señor de Skottorp. En 1663, Holger Rosencrantz de Dömestorp vendió la finca al asesor Peter Julius Coyet, quien ese mismo año la vendió al canciller de la corte Frans Joel Örnestedt. A su muerte, en 1790, su nieta Marianne von Krassow legó la finca a su hijo Gustaf Adam von Krassow.
Sus hijos la dividieron en 1801, cediendo la finca principal, también conocida como Gamla Skottorp, al capitán Carl Gustaf von Krassow. En 1813, el capitán von Krassow vendió Gamla Skottorp al comisario Peter Möller, quien encargó importantes mejoras. Su viuda la cedió en 1846 a su sobrino, el jinete Peter Möller. Mediante la repoblación forestal y la agricultura racional, mejoró la finca hasta convertirla en una de las mejores de Halland. 
El antiguo castillo fue construido por Frans Joel Örnestedt, según planos de Nils Eosander. El 6 de mayo de 1680 se celebró en el Salón Real la boda de Carlos XI y Ulrica Leonor de Dinamarca. Esta vez se encargó a Nicodemus Tessin el Viejo la construcción de un salón de banquetes de dos pisos con una alta cúpula y salas circundantes para la familia real, según sus planos.
En 1816, el Kommerserådet Möller derribó el antiguo palacio, ya muy deteriorado, y en los años siguientes mandó construir el actual, de estilo imperio. Carl Fredrik Sundvall fue el arquitecto del nuevo edificio, y el salón real se perdió en el proceso.
El palacio fue declarado monumento protegido en 1986, cuando la familia Grankvist se hizo cargo de él. A partir de 2005, el castillo fue propiedad de la familia Müller-Uri, que abrió partes del castillo para cafeterías y conferencias. En octubre de 2017, el castillo estaba en venta por 30 millones de coronas suecas. En 2018, el castillo de Skottorp tuvo nuevos propietarios, Leija Graf y Åke Hellstedt.